# パロ・アルトの戦い
パロ・アルトの戦い（Battle of Palo Alto）は、米墨戦争の最初の主要な戦いで、1846年5月8日に現在のテキサス州ブラウンズヴィルの市から5マイル（8km）離れたところの紛争地で戦われた。マリアノ・アリスタ将軍率いるおよそ3,400名のメキシコ軍部隊（北部軍（Army of the North）の一部）が、2,400名のアメリカ軍部隊（合衆国監視軍（Army of Observation））と交戦した。

## 背景
戦いはアメリカ軍の施設「テキサス砦」を、メキシコ軍が包囲しようとした結果起こった。メキシコ軍は、それをメキシコ領テキサスの境界内に建設されたものとみなした。イザベル港から物資を受け取っていたザカリー・テイラー将軍は、遠方で大砲の砲火の報告を聞いた。メキシコ軍はテキサス砦の攻撃を開始した。テイラーは、彼の部隊を集め、砦の防備兵を救出するべく突進したが、アリスタ将軍率いるメキシコ軍に途中で妨害された。フランシスコ・メヒア将軍指揮下のもうひとつのメキシコ軍部隊は、ブラウン砦とマタモロスに残っていた。

## 戦闘
アリスタ将軍の軍は幅1マイルに広がり、アメリカの銃剣攻撃を不可能にした。通常ではない動きで、テイラーは敵を攻撃するため銃撃隊を前に進めた。このサミュエル・リングゴールド少佐が開発した、攻撃したらすぐに別の位置に移動し、もう一度発射するという軽い銃を使用する戦術「Flying Artillery」で、アメリカ軍は戦いに勝利した。重くて発射の遅いメキシコ軍の銃は、パロ・アルトの深いやぶでは空しかった。アリスタは、騎兵に銃撃隊への側面攻撃を命令したが、アメリカ軍の「Flying Artillery」は接近する騎兵を退けることができた。

## 戦闘後
リングゴールドは戦闘による負傷で死亡したが、彼の死はアメリカ側の士気の重要な後押しに拍車をかけた。戦闘の初日の後、テイラーはメキシコ軍が戦場から撤退し、次の交戦地のレサカ・デ・ラ・パルマに野営地を移動したのを見て行動を起こした。
メキシコ軍は、いくつかの理由でアメリカ軍よりも大きい死傷者を出した。メキシコ軍はアメリカ軍よりも火薬が乏しく、彼らの大砲とマスケット銃の射程が短かった。乏しい火薬は、早く暴発する傾向があり、そのため多くの兵士が、よりわずかな量の火薬を装填し、さらにそれは兵器の射程にも影響した。メキシコ軍兵士は、通常ほとんど訓練されておらず、揮発性の火薬をしばしば恐れた。戦争中における典型的なメキシコ兵は、アメリカ軍よりも技術的に粗悪な武器を持っていた。アリスタの兵士が使用していたマスケット銃は、イギリス軍がその1世紀前のナポレオン戦争とアメリカ独立戦争で使用したのと同様の、イギリス製のブラウン・ベスだった。
交戦地は、現在パロ・アルト戦場国立史跡として、国立公園局が管理している。